# Anna Nooshin
Anna Nikbakht Nooshin (Teheran, 18 december 1986) is een Nederlands-Iraans ondernemer, presentatrice en modeblogger.

## Levensloop

### Beginjaren
Nooshin werd in Iran geboren en vluchtte op zevenjarige leeftijd met haar ouders en zus naar Nederland om daar asiel aan te vragen. Haar vader is later teruggekeerd naar Iran. Ze studeerde cum laude af in de communicatiewetenschap aan de Universiteit van Amsterdam. Toen Nooshin 22 jaar was, liep ze een half jaar stage op de pr-afdeling van modeontwerper Yigal Azrouël in New York.

### Carrière
Op haar 24e startte ze met uitgever Wayne Parker Kent het webzine NSMBL.nl. In oktober 2014 organiseerde Nooshin een modefestival in Amsterdam.
In april 2015 kwam haar boek On Top uit, waarin ze haar levensweg tot dan toe beschreef. In 2015 trok RTL Boulevard Nooshin aan als mode- en lifestyledeskundige. Het vervolg van haar eerste boek heet On Life en dit boek kwam uit in juni 2016. Nooshin begon in april 2015 ook vlogs te publiceren op haar YouTube-kanaal, hiermee ging ze door totdat ze in april 2021 stopte; op dat moment had haar kanaal 269.000 abonnees en 30 miljoen views. Haar Instagram-account telt in april 2024 ruim 937.000 volgers.
In 2016 werkte Nooshin mee aan het RTL-programma Holland's Next Top Model als jurylid en adviseuse op het gebied van sociale media. In 2017 volgde ze Anouk Smulders op als presentatrice van het programma. Nooshin was deelneemster in Expeditie Robinson 2016. Op 21 augustus 2016 lanceerde ze haar lingerielijn bij Hunkemöller en 28 november 2016 is de eerste sieradenlijn van Nooshin op de markt gekomen, voor het merk Anna+Nina. In 2017 was Nooshin te zien in het RTL 4-programma Een goed stel hersens. In 2019 presenteerde ze haar eigen vierdelige serie Mooier wordt het niet bij BNNVARA op NPO 3, waarin ze de rol van schoonheid in onze samenleving onderzoekt. Het programma kreeg kritiek omdat het te oppervlakkig zou zijn.
In 2020 nam Anna Nooshin deel aan De Slimste Mens. Hetzelfde jaar opende ze het Instagrammuseum The Upside Down. Doordat er tijdens de opening geen rekening werd gehouden met de toen geldende coronamaatregelen kreeg Nooshin veel kritiek.
Sinds 2024 maakt Nooshin samen met Vogue-hoofdredacteur en onderneemster Yeliz Çiçek wekelijks de podcast How to get the job (done). Hierin bespreken ze alles over hun carrière, ondernemen en interviewen ze vrouwen die het gemaakt hebben in de mode- of mediabusiness, zoals Chantal Janzen en Monica Geuze. Samen lanceerden ze ook het platform Female initiative Business Academy.

## Privé
In de zomer van 2023 maakte Nooshin bekend een relatie te hebben met acteur Thijs Boermans, met hem kreeg zij in het voorjaar van 2024 een dochter.

## Televisie
| Televisie als actrice       | Televisie als actrice    | Televisie als actrice                                                 | Televisie als actrice                                                 |
| Jaar                        | Productie                | Rol                                                                   | Opmerkingen                                                           |
| --------------------------- | ------------------------ | --------------------------------------------------------------------- | --------------------------------------------------------------------- |
| 2018                        | De TV Kantine            | Mike van Stranger Things                                              | Persiflage - 1 aflevering                                             |
| Televisie als presentatrice |                          |                                                                       |                                                                       |
| Jaar                        | Productie                | Opmerkingen                                                           | Opmerkingen                                                           |
| 2015 - 2018                 | RTL Boulevard            | Verschijnt regelmatig als mode- en lifestyledeskundige                | Verschijnt regelmatig als mode- en lifestyledeskundige                |
| 2016 - 2021                 | Holland's Next Top Model | In 2016 als jurylid, vanaf 2017 als presentatrice en jurylid          | In 2016 als jurylid, vanaf 2017 als presentatrice en jurylid          |
| 2018                        | Curvy Supermodel         | Presentatrice en jurylid                                              | Presentatrice en jurylid                                              |
| 2019                        | Mooier wordt het niet    | Presentatrice                                                         | Presentatrice                                                         |
| Televisie als deelneemster  |                          |                                                                       |                                                                       |
| Jaar                        | Productie                | Opmerkingen                                                           | Opmerkingen                                                           |
| 2016                        | Expeditie Robinson       | Deelneemster aan het zeventiende seizoen, eindigde als vierde/vijfde. | Deelneemster aan het zeventiende seizoen, eindigde als vierde/vijfde. |
| 2017                        | Een goed stel hersens    | Vormde een team met Dave Roelvink                                     | Vormde een team met Dave Roelvink                                     |
| 2017                        | Celebrity City Trip      | Vormde een reiskoppel met Mental Theo                                 | Vormde een reiskoppel met Mental Theo                                 |
| 2018                        | Wie ben ik?              | Team Ruben                                                            | Team Ruben                                                            |
| 2019                        | Het Jachtseizoen         | Wist niet te ontsnappen aan StukTV                                    | Wist niet te ontsnappen aan StukTV                                    |
| 2020                        | Ik hou van Holland       | Team Jeroen van Koningsbrugge                                         | Team Jeroen van Koningsbrugge                                         |
| 2020                        | De Slimste Mens          | Twee afleveringen                                                     | Twee afleveringen                                                     |
| 2021                        | Weet Ik Veel             | Eerste plek                                                           | Eerste plek                                                           |

## Prijzen
| Prijs                            | Jaar | Opmerking |
| -------------------------------- | ---- | --------- |
| VEED Awards: RTL Boulevard Award | 2018 | Gewonnen  |